# Francesco Gigliofiorito
Francesco Gigliofiorito (Marcianise, 31 marzo 1985) è un giocatore di calcio a 5 italiano.

## Carriera

### Club
Iniziata la carriera nella squadra della sua città, con cui debutta giovanissimo nel campionato regionale di Serie C1, nel 2003 fa parte della Rappresentativa della Campania al Torneo delle Regioni giocato a Fiuggi. Con il Marcianise vince la Coppa Italia di Serie C1 e tre campionati consecutivi, debuttando in Serie A nella stagione 2005-06. Capitano e bandiera della formazione marcianisana, ne segue le sorti anche dopo la retrocessione in Serie A2 e la fusione con il Marigliano. Nel 2012 la società opera una nuova fusione con lo Scafati-Santa Maria, mentre il difensore scende di categoria indossando la maglia dello Sporting Sala-Marcianise. Con i gialloverdi Gigliofiorito sfiora per due stagioni consecutive la promozione in serie A2, collezionando due secondi posti nella stagione regolare e una finale play-off persa contro i calabresi dell'Odissea 2000. Nelle stagioni successive continua a giocare in Serie B, cambiando squadra ogni stagione: Veanfro, Feldi Eboli, Isernia, Sandro Abate. Con le ultime due vince il rispettivo di girone di Serie B. Nella stagione 2018-19 scende ulteriormente di categoria, accasandosi allo Sporting Limatola impegnato nel campionato regionale di Serie C1.

### Nazionale
Dopo aver fatto parte stabilmente della Under-21, esordisce con la Nazionale maggiore il 19 marzo 2009 nella partita vinta per 10-1 contro la Georgia, valida per le qualificazioni al campionato europeo 2010. Tre giorni più tardi mette a segno la sua prima rete con la maglia azzurra, siglando il definitivo 6-0 con cui l'Italia piega la Lituania.

## Palmarès
- Campionato di Serie A2: 1
Marcianise: 2004-05
- Campionato di Serie B: 3
Marcianise: 2003-04
Isernia: 2016-17
Sandro Abate: 2018-19
- Coppa Italia di Serie C1: 1
Marcianise: 2002-03